# کراواره
کراواره (به چکی: Kravaře) یک منطقهٔ مسکونی و شهرستان دارای شهرک سابقاً روستا در جمهوری چک است که در ناحیه اوپاوا واقع شده‌است. کراواره ۶٬۷۳۶ نفر جمعیت دارد.

## خواهرخوانده
شهر Lubliniec خواهرخواندهٔ کراواره هست.